# Tätt vid korset, Jesus kär
Tätt vid korset, Jesus kär eller Jesus, håll mig vid ditt kors är en sång med text från 1869 av Fanny Crosby "Jesus keep me near to the cross". William Howard Doane skrev musiken 1876 eller 1869. Sången översattes 1876 till svenska av Erik Nyström och textbearbetades 1985 av Pereric Boström.

## Publicerad i
- Musik till Frälsningsarméns sångbok 1907 som nr 310, med begynnelseraden "Jesus, håll mig vid ditt kors".
- Svensk söndagsskolsångbok 1908 som nr 164 under rubriken "Jesu efterföljelse"
- Lilla Psalmisten 1909 som nr 149 med begynnelseraden "Jesus, håll mig vid ditt kors" under rubriken "Bönesång".
- Svenska Missionsförbundets sångbok 1920 som nr 233 under rubriken "Omvändelse och nyfödelse"
- Fridstoner 1926 som nr 123 under rubriken "Frälsnings- och helgelsesånger"
- Frälsningsarméns sångbok 1929 som nr 157 under rubriken "Helgelse - Bön om helgelse och Andens kraft" och med begynnelseraden "Jesus, håll mig vid ditt kors".
- Segertoner 1930 som nr 378 och med begynnelseraden "Jesus, håll mig vid ditt kors".
- Guds lov 1935 som nr 346  under rubriken "Erfarenheter på trons väg".
- Sions Sånger 1951 nr 194.
- Sånger och psalmer 1951 som nr 396 under rubriken "Troslivet. Trosvisshet och glädje".
- Sionstoner 1935 som nr 493 under rubriken "Nådens ordning: Trosliv och helgelse".
- Förbundstoner 1957 som nr 96  under rubriken "Guds uppenbarelse i Kristus: Jesu lidande och död".
- Segertoner 1960 som nr 378 och med begynnelseraden "Jesus, håll mig vid ditt kors"
- Frälsningsarméns sångbok 1968 som nr 181 under rubriken "Helgelse" och med begynnelseraden "Jesus, håll mig vid ditt kors"
- Sions Sånger 1981 som nr 30 under rubriken "Påsk."
- Psalmer och Sånger 1987 som nr 688 under rubriken "Att leva av tro - Efterföljd - helgelse".[1]
- Lova Herren 1988 som nr 565 under rubriken "Guds barn i bön och efterföljelse"
- Frälsningsarméns sångbok 1990 som nr 450 under rubriken "Helgelse" och med begynnelseraden "Tätt vid korset, Jesus kär".